# Чжан Чжэнь (генерал)
Чжан Чжэнь (кит. упр. 张震, пиньинь Zhāng Zhèn; 5 октября 1914 — 3 сентября 2015) — китайский военачальник, генерал-полковник (1988), заместитель председателя Военного совета КПК (1992—1997).
Член ЦК КПК (1982—1985, кандидат с 1977). Депутат ВСНП 9 созыва (1978) от НОАК. Член ЦК КПК 12 созыва (кандидат 11 созыва), в 1985 году оставил ЦК КПК и был избран в Центральную комиссию советников КПК.
Генерал-полковник (1988), генерал-лейтенант (27.09.1955).
Звание генерал-лейтенанта присвоено с введением воинских званий в НОАК.

## Биография
С 1926 г. участник революционного движения, с 1930 г. в рядах Красной армии Китая.
С апреля 1930 г. член КСМК, с июля того же года член КПК.
В 1935 г. прошёл военную подготовку в СССР.
В 1970-х гг. — заместитель командующего Уханьского Военного округа.
С 1977 г. — заместитель, в 1978—1980 гг. — начальник Главного управления тыла НОАК.
В 1985—1990 гг. — заместитель начальника Генерального штаба НОАК.
В 1985—1992 гг. — президент и одновременно с 1990 г. политический комиссар Университета национальной обороны НОАК.
В 1986 г. — генерал-консул в Ленинграде.
В 1992—1997 гг. заместитель председателя Военного совета КПК.
В 2004 году «Мемуары Чжан Чжэня» (англ. The Memoirs of Zhang Zhen) были опубликованы Издательским домом НОАК.
Его четыре сына пошли по его стопам и стали военными.
Его третий сын Чжан Haiyang станет политкомиссаром Чэндуского ВО.
В 1982 г. президентом Пакистана был награждён орденом Каид-и-Азама.